# Lake miwok
Le lake miwok (c'est-à-dire, miwok du lac) est une langue miwok de la branche des langues miwok occidentales parlée aux États-Unis, dans la région de Clear Lake, dans le Nord de la Californie. En 1963, selon C. Callaghan, il n'était plus connu que de 8 personnes. La langue est vraisemblablement éteinte.

## Phonologie

### Voyelles
|                   | Courtes      | Courtes     | Longues      | Longues |
| Antérieures       | Postérieures | Antérieures | Postérieures |         |
| ----------------- | ------------ | ----------- | ------------ | ------- |
| Hautes (fermées)  | i            | u           | iː           | uː      |
| Moyennes          | e            | o           | eː           | oː      |
| Basses (ouvertes) | a            | a           | aː           | aː      |

### Consonnes
|            |           | Labiales | Dentales | Alvéolaires | Post-alvéolaire | Palatales | Vélaires | Glottales |
| ---------- | --------- | -------- | -------- | ----------- | --------------- | --------- | -------- | --------- |
| Occlusives | sourdes   | p        | t [t̻]    |             | ṭ [t̺]           |           | k        | ʔ         |
| Occlusives | aspirées  | pʰ       | tʰ [t̻ʰ]  |             | ṭʰ [t̺ʰ]         |           | kʰ       |           |
| Occlusives | éjectives | pʼ       | tʼ [t̻ʼ]  |             | ṭʼ [t̺ʼ]         |           | kʼ       |           |
| Occlusives | voisées   | b        |          | d [d̺]       |                 |           |          |           |
| Fricative  | sourdes   |          |          | s           | ṣ [ʃ]           | ł         |          | h         |
| Fricative  | éjectives |          |          |             |                 | ƛʼ        |          |           |
| Affriquées | sourdes   |          |          | c [t͡s]      | č [t͡ʃ]          |           |          |           |
| Affriquées | éjectives |          |          | cʼ [t͡sʼ]    | čʼ [t͡ʃʼ]        |           |          |           |
| Nasales    | Nasales   | m        |          | n           |                 |           |          |           |
| Spirantes  | Spirantes | w        |          | l (r)       |                 | j         |          |           |

Le répertoire consonantique du lake miwok diffère substantiellement de celui trouvé dans les autres langues miwok : là où ces dernières possèdent seulement une série d'occlusives, le lake miwok en a quatre : sourdes, aspirées, éjectives et voisées. Le lake miwok a aussi ajouté les affriquées č, c, čʼ, ƛʼ et les liquides r et ł. Ces sons semblent provenir de mots d'emprunt d'autres langues sans parenté dans la région de Clear Lake, après quoi ils se sont répandus dans certains mots natifs du lake miwok,.

## Grammaire

### Verbes

#### Clitiques pronominaux
|                           | Singulier | Duel    | Pluriel |
| ------------------------- | --------- | ------- | ------- |
| 1re personne              | ka        | ʔic     | ma, ʔim |
| 2e personne               | ʔin       | moc     | mon     |
| 3e personne non réflexive | ʔi        | koc     | kon     |
| 3e personne réflexive     | hana      | hanakoc | hanakon |
| indéfini                  | ʔan       | ʔan     | ʔan     |